# Musculus opponens digiti minimi (Fuß)
Der Musculus opponens digiti minimi (lateinisch für „Kleinzehengegensteller“) ist ein Skelettmuskel des Fußes. Er entspringt gemeinsam mit dem kurzen Kleinzehenbeuger (Musculus flexor digiti minimi brevis) an der plantaren (untere) Seite der Basis des 5. Mittelfußknochens, am langen Sohlenband (Ligamentum plantare longum) und der Sehnenscheide des langen Wadenbeinmuskels (Musculus peronaeus longus). Seinen Ansatz hat er am Außenrand des fünften Mittelfußknochens (Os metatarsale quintum).